# 秀岭水库
秀岭水库是中国浙江省台州市黄岩区境内的一座水库，位于秀岭溪上，建于1958年。水库正常库容为1274万立方米，集雨面积为16平方千米，海拔为14.05米。